# Codrongianos
Codrongianos là một đô thị ở tỉnh Sassari trong vùng Sardinia, có khoảng cách khoảng 170 km về phía bắc của Cagliari và cách khoảng 13 km về phía đông nam của Sassari. Tại thời điểm ngày 31 tháng 12 năm 2004, đô thị này có dân số 1.305 người và diện tích là 30,4 km².
Codrongianos giáp các đô thị: Cargeghe, Florinas, Osilo, Ploaghe, Siligo.